# Matos Costa
Matos Costa este un oraș în Santa Catarina (SC), Brazilia.